# 建武記
『建武記』（けんむき）、または『建武年間記』（けんむねんかんき）とは、建武新政期において出された法令や諸機関の結番交名などを採録・編集した記録。全1巻。

## 概要
編者は不明である。文書の宛先や写本の奥書から鎌倉幕府・建武政権・室町幕府において法曹官僚であった松田氏・太田氏などが挙げられているが不詳。建武年間から離れていない時期に成立したと考えられている。25の記録類が年代別に編纂されているが、一部の文書の配列が乱れているものがある。なお、著名な「二条河原落書」もこの書に所収されている。

## テキスト
- 経済雑誌社 編「建武年間記」『群書類従』 17巻、経済雑誌社、1894年、516–534頁。doi:10.11501/1879818。NDLJP:1879818。（『国史大辞典』森茂暁「建武記」によれば、群書類従本『建武記』には誤脱があると言われる）
- 近藤瓶城 編「建武二年記」『史籍集覧』 17巻、近藤活版所、1903年、17–20頁。doi:10.11501/1920331。NDLJP:1920331。
- 内外書籍株式会社 編「建武年間記」『新校群書類従』 19巻、内外書籍、1932年、742–755頁。doi:10.11501/1879811。NDLJP:1879811。